# Rías Altas

Mapa de les ries altes de Galícia

Les Rías Altas (en català: Ries Altes) és la denominació amb què es coneix la part septentrional del litoral de Galícia. En general es caracteritzen per la seva petita superfície i per l'elevada colmatació.

## Extensió
Incloent les anomenades Rías Medias (Costa da Morte i Arc Àrtabre) en aquest grup, les Rías Altas abastarien la part nord i nord-oest de la província de la Corunya i tota la costa de la província de Lugo, limitant amb Astúries a l'est i amb el cap Fisterra al sud-oest.
No obstant, en hidrografia es considera que el cap Ortegal marca el punt de separació entre les Rías Altas pròpiament dites i les Rías Medias.
En rigor, les Rías Altas són cinc:
- Ria d'Ortigueira
- Ria d'O Barqueiro
- Ria de Viveiro
- Ria de Foz
- Ria de Ribadeo

## Galería d'imatges

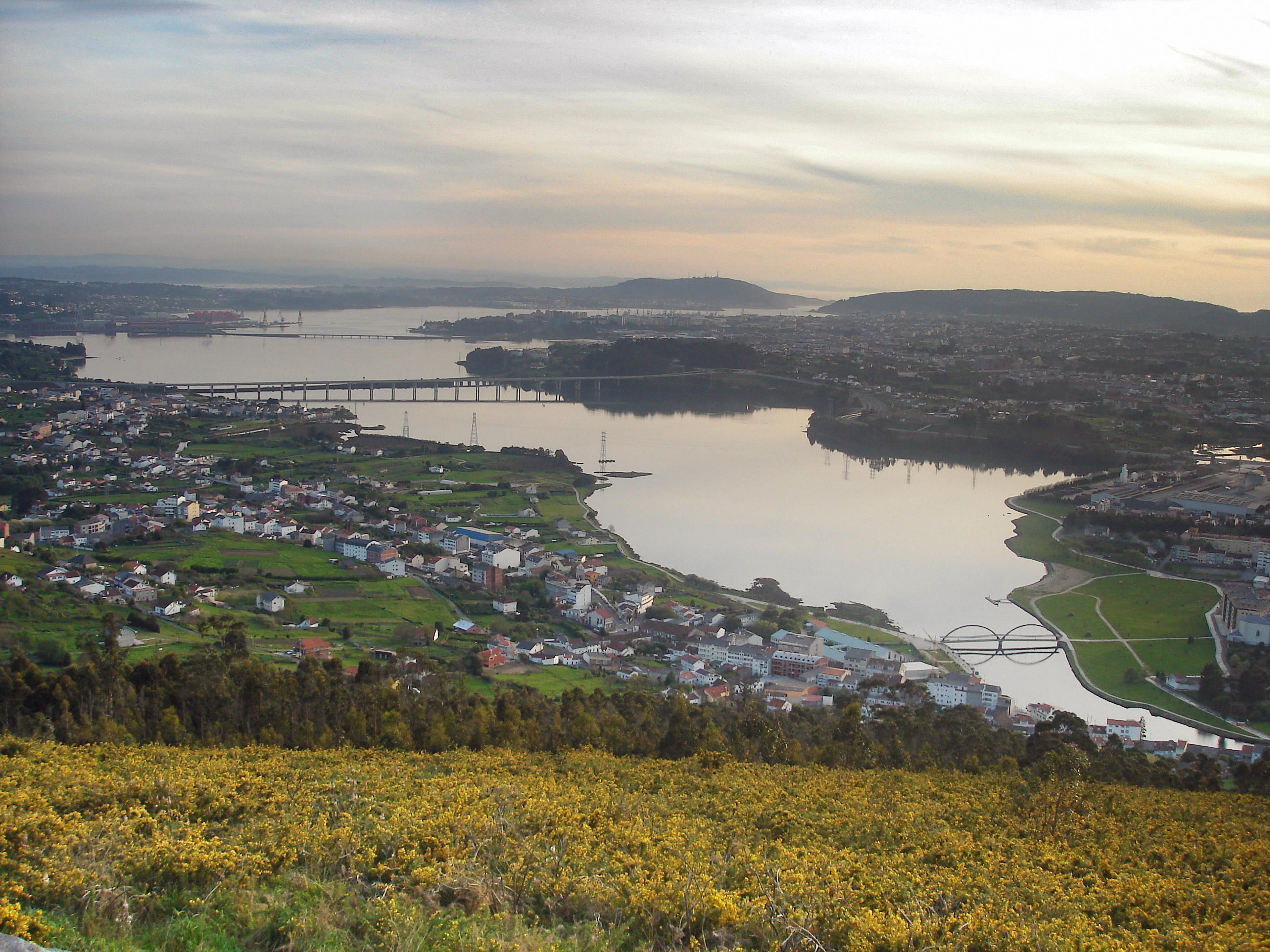
Panoràmica de la ria de Ferrol, vista des de o Coto de Ancos.